# Grégory Leblanc
Grégory Leblanc, né le 30 juin 1985 à Meaux (Seine-et-Marne), est un pilote de vitesse moto  et d'endurance français.

## Biographie
Grégory Leblanc commence la moto en compétition en 2000.

## Palmarès
- 2001 : Coupe de France Promosport 125
- 2002 : 5e du championnat de France 125
- 2003 : 4e du championnat de France 250
- 2004 : 4e du championnat d'Europe 250
- 2007 : 5e du Bol d'or
- 2008 : 3e des 24h du Mans
- 2009 : 3e du championnat de France 600 Supersport
- 2010 : Vainqueur des 24h du Mans et champion de France 600 Supersport
- 2011 : Vainqueur des 24h du Mans, 2e du Bol d'or et 4e du championnat de France Superbike

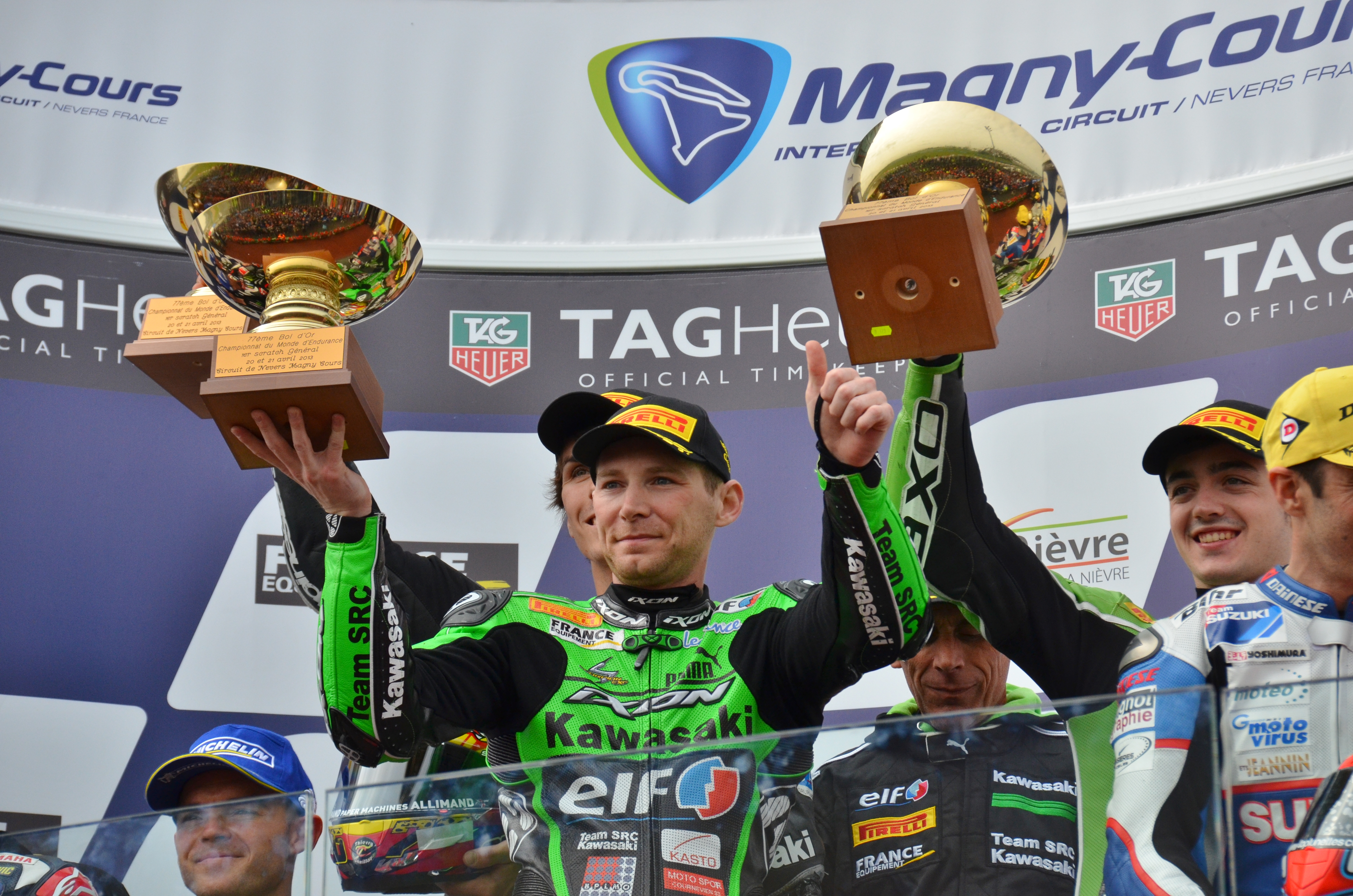
Grégory Leblanc au Bol d'Or 2013

- 2012 : Vainqueur du Bol d'or, vainqueur des 24h du Mans et champion de France 600 Supersport
- 2013 : Vainqueur du Bol d'or, vainqueur des 24h du Mans et champion de France Superbike
- 2014 : Vainqueur du Bol d'or et champion de France Superbike
- 2015 : Champion de France Superbike, 3e du championnat du monde d'endurance moto, vainqueur du Bol d'or et 2e des 24h du Mans
- 2016 : Vainqueur des 24h du Mans[1]